# Trade in Services Agreement
Das Trade in Services Agreement (TiSA; deutsch Abkommen über den Handel mit Dienstleistungen) ist eine sich in Verhandlung befindliche Sammlung von Vereinbarungen in Form eines völkerrechtlichen Vertrags zwischen 23 Parteien einschließlich der USA und der Europäischen Union. Das TiSA-Abkommen soll weltweit Dienstleistungen liberalisieren und stärkerem Wettbewerb aussetzen. Die 23 Welthandelsstaaten, die sich „wirklich guten Freunde des Handels mit Dienstleistungen“ nennen, betreiben 70 % der globalen Dienstleistungen, darunter Branchen wie Verkehr, Finanzen, Bildung oder Gesundheit. Allein „die USA […] erhoffen sich […] von Tisa eine Steigerung ihrer Exporte von Dienstleistungen um 600 Milliarden Euro.“
Das Trade in Services Agreement soll in den Vertragsstaaten das General Agreement on Trade in Services (GATS) der WTO von 1995 ergänzen.

## Geschichte
Ursprünglich war das Abkommen ein Vorschlag der USA. Die Verhandlungen über die verschiedenen Vertragsbedingungen laufen seit Anfang 2012. Die Sitzungen finden meist in Genf statt. Seitdem haben verschiedene Verhandlungstreffen unter Ausschluss der Öffentlichkeit stattgefunden. Diese fanden außerhalb von üblichen Orten – wie WTO-Einrichtungen – statt, etwa in der australischen Botschaft. Die Teilnehmer wollen, wie die Süddeutsche Zeitung berichtet, „die Verhandlungspapiere frühestens fünf Jahre nach Abschluss des Vertrags an die Öffentlichkeit lassen“.
Am 19. Juni 2014 veröffentlichte die Enthüllungsplattform Wikileaks einen bisher geheim gehaltenen Vertragsentwurf zu TiSA aus dem Kapitel zu Finanzdienstleistungen auf ihrer Website. Bis dahin verliefen TiSA-Verhandlungen beinahe vollständig ohne öffentliche Aufmerksamkeit. Die Wikileaks-Veröffentlichung zeigte erstmals die von den Parteien vereinbarte Bestimmung zur Vertraulichkeit des Verhandlungsverfahrens auf: Die Geheimhaltung endet fünf Jahre nach Inkrafttreten oder – falls TiSA nicht in Kraft treten sollte – fünf Jahre nach Ende der Verhandlungen. Nur die Schweiz hat alle seit Juni 2012 eingegebenen Verhandlungspositionen veröffentlicht.
Am 17. Dezember 2014 veröffentlichte Netzpolitik.org in journalistischer Partnerschaft mit der Nichtregierungsorganisation Associated Whistleblowing Press und ihrer lokalen spanischen Plattform filtrala.org den Verhandlungsstand. Diese Dokumente zeigten, dass die von TiSA betroffenen Dienstleistungen noch weit über das hinausgehen, was bisher angenommen wurde und aus den Wikileaks-Veröffentlichungen hervorging. Für TiSA gehört zu freiem Wettbewerb auch freier Datenfluss; den enthüllten Vorschlägen nach soll generell kein Land eine Firma daran hindern können, Informationen aller Art außer Landes zu schaffen. Die Daten von Kommunikationsanbietern sollen ungehindert zwischen Ländern ausgetauscht werden können, so heißt es: Kein Unterzeichner darf einen Diensteanbieter eines anderen Unterzeichners daran hindern, Informationen zu übertragen, auf sie zuzugreifen, sie zu verarbeiten oder zu speichern. Das schließt persönliche Daten mit ein, wenn der Vorgang in Zusammenhang mit der Ausführung der Geschäfte des Diensteanbieters steht.
Mitte 2016 ist TiSA „fast ausverhandelt“; die USA würden den Vertrag „am liebsten […] noch unter Präsident Obama abschließen.“
Die beiden Hauptstreitpunkte zwischen USA & EU sind noch:
- die Meistbegünstigungsbehandlung und
- wieweit nationale Spielräume beschränkt werden sollen (wieweit z. B. „Local-Content-Vorgaben“ untersagt werden sollen, die einen bestimmten Anteil an inländischen Dienstleistungen vorschreiben – wie z. B. die USA, die ihren Jones Act aus den 1920er-Jahren verteidigen, der den Seehandel zwischen US-Häfen nur US-Schiffen erlaubt).

Für diese Liberalisierungen fordert die EU beispielsweise
- von Kolumbien einen leichteren Zugang zum Fernsehmarkt,
- von Israel eine Öffnung des Brieftransports
- von Japan freien Zugang zu Flughafen-Dienstleistungen.[1]

Vor der 20. TiSA-Verhandlungsrunde ab Montag, 19. September 2016 (Genf) veröffentlichte Wikileaks am 15. September 2016 die aktuellen TiSA-Papiere von Juni/Juli 2016.

## Ziele
Die Vereinbarungen dienen dem Ziel, „mehr Wettbewerb bei Dienstleistungen aller Art“ durchzusetzen und Handelshemmnisse im Sektor „Dienstleistungen“ zu beseitigen – begleitet von bereits vom Anti-Produktpiraterie-Handelsabkommen (ACTA) und vom Transatlantischen Freihandelsabkommen (TTIP) bekannten und massiv kritisierten Geheimhaltungsvereinbarungen. Ein taz-Journalist charakterisiert die Verhandlungsziele: „Öffentliche Dienstleistungen zur Gesundheits-, Wasser- und Energieversorgung, bei der Bildung, im Finanzsektor sowie in allen anderen Bereichen sollen über das bereits in den letzten 20 Jahren erreichte Ausmaß dereguliert und internationaler Konkurrenz ausgesetzt werden.“ Demnach würde durch TiSA die Rückübernahme von privatisierten Energie- und Wasserunternehmen (Rekommunalisierung) ausgeschlossen.
Unternehmensvertreter verschiedener Dienstleistungsbereiche (Coalition of Services Industries) nannten Regelungen und Subventionen von Staatsbetrieben als Beispiele für Markteintrittsbarrieren. Nach den Verhandlungsplänen vom September 2014 z. B. wird der Gesundheitsbereich als ein lukrativer Dienstleistungssektor eingeordnet. Es wird jedoch von den Vertragsparteien bemängelt, dass es regulatorische und strukturelle Zugangsbarrieren, etwa durch Gesundheitsleistungen vom Staat oder Wohlfahrtsorganisationen, gebe.
Zum zentralen Ziel der Meistbegünstigung steht im TiSA-Vertragsentwurf: „Jeder Staat soll Dienstleistungen und deren Anbieter nicht schlechter behandeln, als er seine eigenen Dienstleistungen und deren Anbieter behandelt“.
Darüber hinaus sieht die Vereinbarung die Öffnung des Arbeitsmarktes für ausländische Dienstleister vor. Diese sollen berechtigt sein, ausländische Leiharbeiter beliebig für temporäre Einsätze in die einzelnen Unterzeichnerstaaten zu entsenden. Inwieweit hierbei die arbeitsrechtlichen Standards der Einsatzländer, insbesondere auch die tariflichen Gehälter, gewahrt bleiben müssen, ist fraglich.
Der Entwurfstext betont, dass jederzeit weitere Punkte einfließen werden. Nach Vertragsunterzeichnung können neue Marktchancen für Unternehmen eingerichtet werden – unter Umgehung einer demokratischen Einflussnahme der Bevölkerung.
Geltungsbereich von TiSA
- Juristische Dienstleistungen durch Anwälte, Notare etc.
- Technische Dienste wie Internetversorgung
- Elektronische Transaktionen
- Digitale Signaturen
- Buchhaltungs- und Auditierungsleistungen
- Steuerberatung
- Architekturleistungen
- Städtebauliche Leistungen
- Technische und wissenschaftliche Prüfungen
- Veterinärleistungen
- Bildungsleistungen

## Verhandlungsparteien

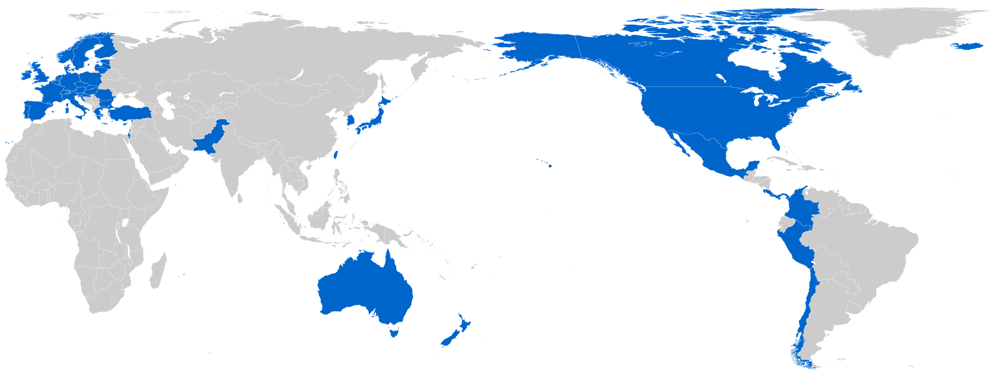
Verhandlungsparteien

TiSA wird verhandelt zwischen Australien, Chile, Costa Rica, der EU, Hongkong, Island, Israel, Japan, Kanada, Kolumbien, Liechtenstein, Mauritius, Mexiko, Neuseeland, Norwegen, Pakistan, Panama, Peru, der Schweiz, Südkorea, Taiwan, der Türkei und den USA.

## Vorschläge der NGOs

### Europa
Neben Kritik und Protesten der Zivilgesellschaft schlagen ein paar der NGOs auch vor, wie Handels- und internationale Abkommen, welche die EU verhandelt und abschließt, zu gestalten wären – inhaltlich auf das Wesentliche konzentriert, flexibler und demokratischer gestaltet, mit frühzeitigem Einbezug der Beteiligten und mehr an Transparenz.
Foodwatch schlägt vor, „Handelsabkommen nur für den Abbau von Zöllen abzuschließen (am besten auf globaler Ebene), den Rest aber auf Branchenvereinbarungen und flexiblere Verordnungen auszulagern“.
Mehr Demokratie stellt in ihrem Papier „Forderungen zur Demokratisierung von EU‐Handelsverträgen“ (April 2016)
fest, dass „Vorschläge, wie die Handelspolitik in Zukunft anders ablaufen soll, sehr selten“ sind, und bringt ihre „Forderungen in die Diskussion […] wie Handelsverträge der EU demokratisiert werden können“ ein, die der Autor in zwei Bereiche aufteilt – ohne und mit Änderung der EU‐Verträge:
A. Verbesserungen ohne Änderung der EU‐Verträge
1. Verhandlungstexte aller Seiten sind zu veröffentlichen
2. Mandat ist zwingend zu veröffentlichen
3. Umfassende Information des Europäischen Parlamentes
4. Gleichgewichtige Beteiligung von Interessenvertretern
5. Keine unkündbaren Verträge und keine Verträge mit sehr langen Laufzeiten
6. Keine vorläufige Anwendung

B. Verbesserungen, die Änderungen der EU‐Verträge notwendig machen
1. [EU‐]Parlament beschließt (zusammen mit dem [EU-]Rat) über das [Verhandlungs-]Mandat
2. [EU‐]Parlament kann Nachverhandlungen durchsetzen
3. Direktdemokratische Kontrolle von Handelsverträgen wird ermöglicht

## Kritik
Der weltweit größte Zusammenschluss von Dienstleistungsgewerkschaften, die Public Services International (PSI) warnt vor TiSA und sieht ein

„grundsätzliches Konfliktpotenzial zwischen öffentlichen Diensten und Abkommen über den Handel mit Dienstleistungen. Öffentliche Dienste sollen eine grundlegende soziale Daseinsvorsorge leisten, die bezahlbar, universell verfügbar und nicht gewinnorientiert ist. Öffentliche Dienste werden im Allgemeinen von einem Regelwerk begleitet, das ihre Kommerzialisierung bewusst einschränkt und dafür sorgt, grundlegende Dienstleistungen nicht als reine Handelsware anzusehen. Handelsabkommen dagegen fördern gezielt die Kommerzialisierung.“

Rosa Pavanelli, Generalsekretärin der PSI, hält die vergleichsweise geringe öffentliche Aufmerksamkeit für ein Problem. Dies mache es den Verhandlungspartnern leicht, im Geheimen zu agieren. Dabei bräuchte TiSA die gleiche Beachtung wie TTIP – oder eher: beide Abkommen bräuchten viel mehr Aufmerksamkeit – um unter anderem den Ausverkauf und die Kommerzialisierung persönlicher Daten zu verhindern.

„Wir wissen jetzt, dass TiSA den Finanzsektor weiter deregulieren wird, die Rücküberführung von gescheiterten Privatisierungen verhindern wird und Datenschutzgesetze unterwandert. Was halten unsere Regierungen eigentlich sonst noch vor uns geheim?“

Nach Alliance Sud

„setzen sich die USA für die totale ‚Freiheit‘ der Dienstleistungen im Internet ein. Würde dies im Tisa Eingang finden, wäre es fortan erlaubt, unbegrenzt persönliche Daten zu sammeln und diese über Staatsgrenzen hinweg zu transferieren.“

Der EU-Parlamentarier Sven Giegold (EFA/Die Grünen) warnt, dass die im Raum stehende Forderung, „jedes TiSA-Mitglied solle Finanzkonzernen erlauben, Informationen frei aus seinem Gebiet zu transferieren“, ein „Angriff auf den europäischen Datenschutz“ sei. Zudem könnte TiSA dazu führen, dass eine Kontrolle der Finanzmärkte kaum noch möglich sei.
Laut Alexander Hagelüken von der SZ wollen die USA TiSA dazu nutzen, Beschränkungen für „Daten“ abzuschaffen, die in anderen Ländern gespeichert oder verarbeitet werden. Des Weiteren versprechen sie sich durch das Abkommen eine Steigerung ihrer Exporte um 600 Milliarden Euro.
Dazu bemerkte der EU-Abgeordnete Michel Reimon (EFA/Die Grünen):

„Die USA wollen mit dem Abkommen die europäischen Dienstleistungsmärkte für US-Unternehmen erschließen. Zentral dabei ist: Die US-Regierung versucht Unternehmen davon zu befreien, dass sie in den Ländern, in denen sie einen Dienstleistung erbringen, auch einen Firmensitz haben müssen. US-Internet-Konzerne bräuchten also keinerlei Niederlassung in der Europäischen Union mehr – und würden damit auch nicht mehr EU-Gesetzgebung unterliegen. In Verbindung mit dem Freihandelsabkommen TTIP würden europäische UserInnen und KonsumentInnen in diesem Bereich vollständig der amerikanischen Rechtslage unterworfen sein. In diesem Zusammenhang fordert die US-Regierung auch, dass US-Unternehmen ihre Datenbestände ohne Einschränkungen und rechtliche Vorschriften in ihr Heimatland transferieren dürfen. Die gesetzliche Regulierung zukünftiger Plattformen soll von der Zustimmung der TiSA-Vertragspartner abhängig gemacht werden. Und die zweite gefährliche Stoßrichtung ist ein direkter Angriff auf die Netzneutralität, versteckt hinter der Klausel, dass ‚reasonable network management‘ erlaubt sein muss. Damit deckt sich die US-Position mit den Vorschlägen, die von der deutschen Bundesregierung und dem deutschen ‚Digital-Kommissar‘ Oettinger bekannt sind, was ihnen zusätzliches Gewicht verleiht.“

Der EU-Abgeordnete Felix Reda (EFA/Die Grünen) betonte, dass diese Abkommen primär „der Durchsetzung der Interessen transnationaler Konzerne dienen“, und warnte außerdem davor, dass im TiSA-Papier die Netzneutralität angegriffen werde. Denn im Handelsvertrag sei die Rede von „angemessenen Maßnahmen zum Netzwerkmanagement“, was eine „viel zu vage“ Formulierung sei.
Der Wirtschaftswissenschaftler Wolfgang Kessler warnt in einem Gastbeitrag für die Badische Zeitung im April 2015 vor allem vor der darin geplanten Umkehr vom Prinzip einer Positivliste (alle betroffenen Bereiche müssen genannt werden) zu dem einer Negativliste (alle Bereiche, die nicht genannt werden, sind betroffen) sowie vor verschiedenen in den Verträgen geplanten Klauseln:
- Future-Proofing (Zukunftssicherheit): alle Dienstleistungen, die bei Vertragsabschluss nicht auf der Negativliste stünden, müssten künftig privaten Anbietern (auf internationaler Ebene) offenstehen;
- Ratchet (Sperrklinke): einmal vorgenommene Privatisierungen wären unumkehrbar, eine Rekommunalisierung z. B. würde also unmöglich;
- Stand-still (Stillstand): soziale, gesundheitliche oder ökologische Standards und Vorschriften würden „eingefroren“: sie dürften nach Abschluss von Tisa nicht mehr verschärft werden.

Darüber hinaus sieht er ebenfalls große Gefahren für den Datenschutz, weil die betroffenen Länder nach den Artikeln drei und vier ausländischen Banken und Versicherungen Zugang zum heimischen Markt gewähren müssten, dem entsprechenden Export von Daten jedoch keine Riegel vorgeschoben wären.

## Weitere Abkommen
- Transatlantisches Freihandelsabkommen (TTIP)
- Umfassendes Wirtschafts- und Handelsabkommen EU-Kanada (CETA)
- Anti-Counterfeiting Trade Agreement: CETA und TTIP/TAFTA
- Multilaterales Investitionsabkommen (MAI)
- Trans-Pacific Partnership (TPP), Transpazifische strategische wirtschaftliche Partnerschaft

### Geleakte Dokumente
- Trade in Services Agreement (TISA): Financial Services Annex, Wikileaks, 19. Juni 2014
- Trade in Services Agreement Q&A on Proposal for Energy Related Services Annex, Wikileaks, 3. Dezember 2014
- Proposal of New Provisions Applicable to All Services of the secret TISA negotiations – TISA text on E-Commerce, Data Flows and others. (Der zweite Leak auf Englisch und Spanisch), Associated Whistleblowing Press, 17. Dezember 2014

### Dokumente von Institutionen
- Public Services International Deutschsprachiges Dossier zu TISA, 28. April 2014 (Dossier)
- Schweizerische Eidgenossenschaft: Plurilaterales Abkommen über den Handel mit Dienstleistungen ('TiSA'). Abgerufen am 5. Mai 2014 (Verhandlungsdokumente).
- European Commission: The Trade in Services Agreement ('TiSA'). (PDF) Abgerufen am 5. Mai 2014 (englisch, introductory text).
- Australian Government Department of Foreign Affairs and Trade: Trade in Services Agreement (TiSA). Abgerufen am 5. Mai 2014 (englisch).
- Congressional Research Service: U.S. Foreign Trade in Services: Trends and U.S. Policy Challenges, TISA, Mai 2014
- Bundesministerium für Wirtschaft und Energie: Themenseite zu TiSA. Abgerufen am 12. April 2015.
- Deutscher Kulturrat: Deutscher Kulturrat zu TiSA. (PDF) Abgerufen am 19. August 2015.
- Wikileaks-Releases Trade in Services Agreement. Abgerufen am 28. März 2019 (englisch).

### Artikel
- Bettina Dyttrich: Diese guten Freunde sind verschwiegen, WOZ, die Wochenzeitung, Nr. 45/2014 vom 6. November 2014
- Raoul Marc Jennar: Vorsicht, Tisa!, Le Monde diplomatique, 12. September 2014
- Alexander Hagelüken: Stiller Poker um Wasser und Kontodaten, Süddeutsche, 20. Juni 2014
- John Goetz, Nils Naber: Unter Ausschluss der Öffentlichkeit (Memento vom 22. Juni 2014 im Internet Archive), ARD/tagesschau.de, 19. Juni 2014
- Andreas Zumach: Geheimverhandlungen in Genf, taz, 27. Mai 2014
- Alexander U. Mathé: Nächster Liberalisierungslauf, Wiener Zeitung, 6. Mai 2014
- Gespräche unter „guten Freunden“, ORF, 4. Mai 2014
- Privatisierung der Grundversorgung?, Interview mit Ska Keller, Deutschlandradio, 29. April 2014, auch als Hörbeitrag
- Anna Biselli: Leak zeigt: Handelsabkommen TiSA könnte nationale Datenschutzbestimmungen aushebeln, netzpolitik.org, 17. Dezember 2014
- Slavoj Žižek: TISA. Die Freiheit des Geldes., ZEIT, 9. Oktober 2014